# 보은 최재한 고가
보은 최재한 고가(報恩 崔在翰 古家)는 충청북도 보은군 삼승면 선곡리에 있는 건축물이다. 2004년 9월 17일 충청북도의 문화재자료 제44호로 지정되었다.

## 개요
일재 어윤중(一齋 魚允中, 1848-1896)의 생가로 알려져 있어 어판서(참판)댁이라고도 한다. 1930년대 이웃한 최태하 가옥에서 이 가옥을 구입하여 양자로 들어온 최태하의 생가 식구들이 살았다. 사랑채는 근래에 복원되었다.

## 같이 보기
- 어윤중

## 참고 자료
- 보은 최재한 고가 - 국가유산청 국가유산포털